# Dieter Seelow
Dieter Seelow (* 9. Dezember 1939 in Schorndorf; † 2. Oktober 2009 ebenda) war ein deutscher Jazzmusiker. Seine Instrumente waren das Saxophon und die Querflöte.
In den 1950er Jahren spielte er noch Dixieland, Swing und Mainstream Jazz. In den 1960er Jahren galt sein Interesse dem Hard Bop und dem Soul Jazz. In den 1970er Jahren gehörte er zu den Propagandisten des Rockjazz in Deutschland.
Danach musste er aus Gesundheitsgründen Konzertauftritte einschränken und sich auf die Studioarbeit beschränken. In seinen letzten Lebensjahren kehrte er aber wieder in die Jazzszene zurück. In der Nacht vom 2. auf 3. Oktober 2009 starb er an Herzversagen.
Seit Anfang 2009 war er Berater des Jazzlabels 7Jazz in Winnenden, auf dem auch sein Fusion-Jazz-Album Album No one (aufgenommen 1997) neu aufgelegt wurde.
Seelow hatte von 1984 bis 2009 für die SPD einen Sitz im Schorndorfer Gemeinderat inne.

## Letzte Besetzung der BandSEELOW
- Dieter Seelow (Saxophon, Querflöte)
- Uli Lutz (Keyboards)
- Benno Richter (Bass)
- Oli Rubow (Schlagzeug)

Als Gäste wirkten zuvor teilweise mit Wolfgang Schmid,  Jan Jankeje (Bass), Daniel Messina (Schlagzeug) und Lauren Newton (Gesang).